# Karin Kucki
Karin Kucki (* 14. Oktober 1944 in Sankt Veit an der Glan als Karin Dittberner) ist eine ehemalige deutsche Badmintonspielerin aus Mülheim an der Ruhr.
Sie gewann im Verlauf ihrer sportlichen Karriere zahlreiche nationale und internationale Titel und war Spielerin der deutschen Badmintonnationalmannschaft. Seit 1971 ist Karin Kucki mit Gerhard Kucki verheiratet und lebt in Mülheim an der Ruhr.

## Internationale Erfolge
- French Open: 1. Platz im Damendoppel (1968) gemeinsam mit Eva Twedberg
- Europa-Cup: 2. und 3. Plätze mit dem 1. BV Mülheim an der Ruhr e. V. (1978–1980)
- Badminton-Europameisterschaft 1976: 3. Platz im Damendoppel

## Nationale Erfolge
- Deutsche Meisterschaften:
  - Dameneinzel: 3. Platz (1971, 1973)
  - Damendoppel: 1. Platz (1971, 1972, 1978), 2. Platz (1975, 1976, 1977), 3. Platz (1981)
  - Mixed: 1. Platz (1967, 1969, 1971), 2. Platz (1975, 1976, 1977, 1979), 3. Platz (1983)
- 13-fache Deutscher Mannschaftsmeisterin in ununterbrochener Reihenfolge mit dem 1. BV Mülheim an der Ruhr e. V. (1968–1980)
- Deutsche Hochschulmeisterschaften:
  - Dameneinzel: 1. Platz (1968)
  - Mixed: 1. Platz (1968)